# Hängebrücke

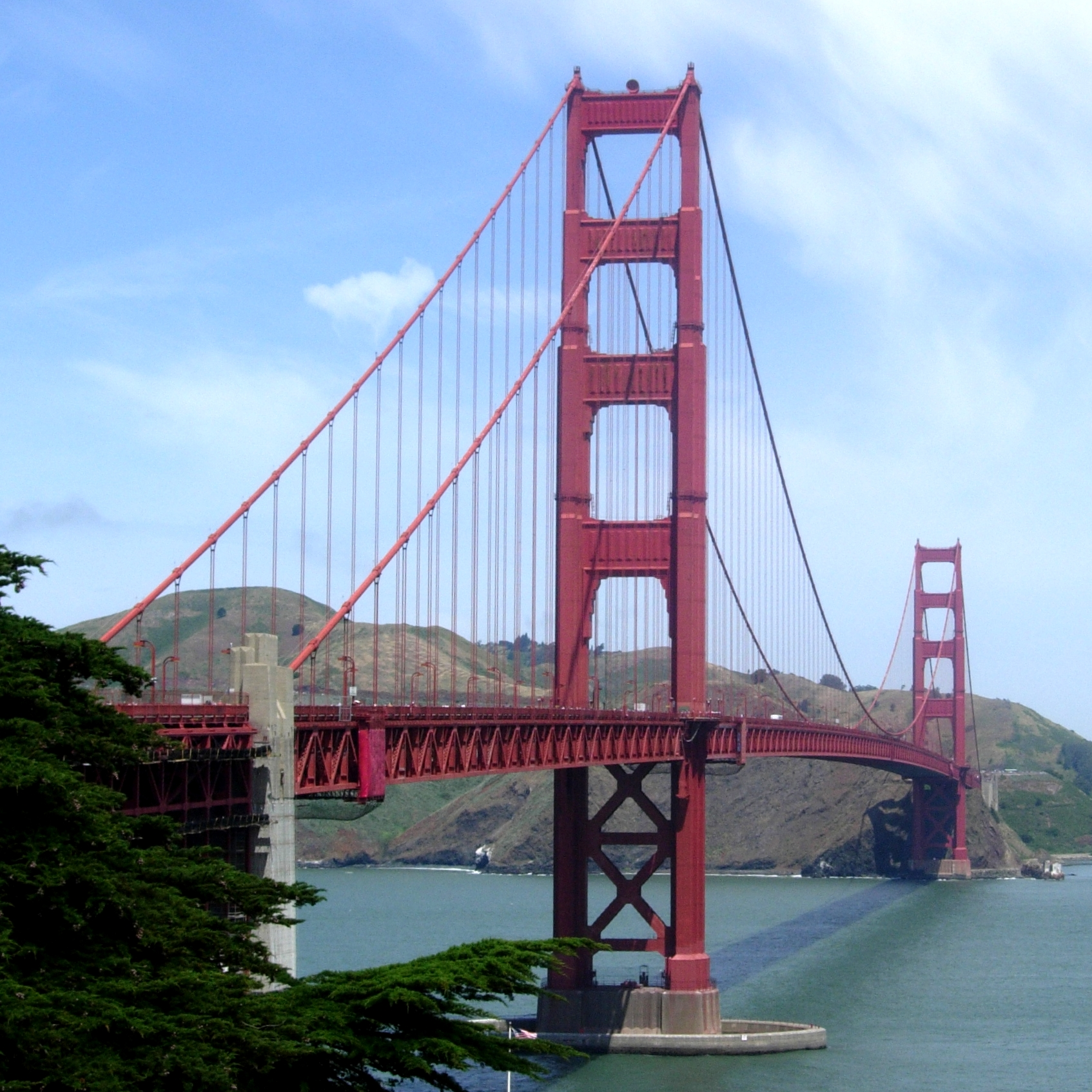
Golden Gate Bridge, San Francisco

Eine Hängebrücke ist eine Brücke bestehend aus Pylonen, über die Tragseile geführt werden, an denen der Fahrbahnträger aufgehängt ist. Eine früher häufig, heute nur noch äußerst selten verwendete Bauform der Hängebrücke ist die Kettenbrücke, die anstelle der Seile Augenstäbe, Ketten oder andere Elemente verwendet.
Brücken, deren Fahrbahn an einem Bogenträger abgehängt ist (z. B. Stabbogenbrücken), werden in der Regel nicht als Hängebrücke bezeichnet. Siehe auch Technische Einteilung von Brücken#Hängebrücke

## Verwendung
Hängebrücken werden häufig als große Straßenbrücken zur Überbrückung breiterer schiffbarer Gewässer errichtet, wie z. B. die Storebæltsbroen über den Großen Belt. Sie sind normalerweise erst ab Spannweiten von etwa 900 m wirtschaftlicher als Schrägseilbrücken. Bei Spannweiten deutlich über 1000 m sind sie die einzig mögliche Bauform. Im Regelfall werden Eisenbahnbrücken wegen der Tendenz zu Schwingungen und größeren Verformungen nicht als Hängebrücke ausgeführt.
Vor allem in China werden Hängebrücken oft auch eingesetzt, um tiefe, steil eingeschnittene Täler in großer Höhe zu queren, wie z. B. die Siduhe-Brücke, deren Fahrbahnträger 472 m über einem Gebirgsfluss liegt.
Für Fußgänger gibt es zahlreiche, leichte und kürzere Fußgängerhängebrücken, wie z. B. den Holbeinsteg über den Main in Frankfurt, oder als Anziehungspunkt für Touristen möglichst atemberaubende Konstruktionen, wie z. B. die Hängebrücke Holzgau. In Entwicklungsländern werden besonders einfache, auf die örtlichen Verhältnisse zugeschnittene Hängebrücken gebaut, wie z. B. die Hängebrücke im Annapurna Circuit oder die ebenfalls in Nepal über einen 1,4 km breiten Fluss führende Dodhara Chandani Bridge, die wahrscheinlich längste Fußgängerhängebrücke.
Im allgemeinen Sprachgebrauch wird häufig kein Unterschied gemacht zwischen einer Fußgängerhängebrücke und einer Seilbrücke ohne Pylone und gesondertem Träger für den Gehweg, der deshalb den durchhängenden Seilen folgt.

## Unterschiedliche statische Prinzipien

### „Echte“ Hängebrücke

Eine echte Hängebrücke mit Ankerblöcken

Echte oder erdverankerte Hängebrücken sind solche, bei denen die Zugkraft am Ende der Seile von einer Verankerung im Baugrund aufgenommen wird. Dazu werden die Tragseile in großen Ankerblöcken im Baugrund befestigt. Bei dieser Variante ist der Fahrbahnträger nur gering durch Zug- oder Druckkräfte belastet und kann sehr leicht ausgeführt werden. Die meisten Hängebrücken sind solche echten Hängebrücken.

### „Unechte“ Hängebrücke

Unechte Hängebrücke kommt ohne Ankerblöcke aus

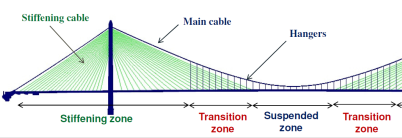
Kombinierte Hänge- und Schrägseilbrücke

Spannbandbrücke

Seilbrücke

Schrägseilbrücke

Extradosed-Brücke

Unechte oder selbstverankerte Hängebrücken sind solche, bei denen die Tragseile an dem Fahrbahnträger selbst befestigt sind. Die Horizontalkomponente der Zugkraft in den Tragseilen wird dadurch als Druckkraft auf den Fahrbahnträger übertragen, die vertikale Komponente der Zugkraft wird durch sein Gewicht ausgeglichen. Sie werden auch Zügelgurtbrücken genannt. 
Diese Variante erfordert kräftige und von einem zum anderen Ende durchlaufende Fahrbahnträger, vermeidet aber die großen Ankerblöcke. Andererseits sind für den vergleichsweise schweren Fahrbahnträger auch tragfähigere und damit schwerere Seile und Pylonen notwendig. Eine unechte Hängebrücke wurde dort eingesetzt, wo der Baugrund nicht ausreichend fest erschien, um die auf die Ankerblöcke wirkende horizontale Zugkraft aufzunehmen. Beispiele sind die 1900 eröffnete Mühlentorbrücke in Lübeck und die Rheinbrücken Köln-Mülheimer Brücke von 1927 mit 315 Meter Stützweite und Friedrich-Ebert-Brücke in Duisburg mit 285,5 Meter sowie die 1964 fertiggestellte Brücke des 14. Juli in Bagdad. Auch die Krefeld-Uerdinger Brücke über den Rhein mit 250 Meter Stützweite lässt sich hier nennen, obwohl sie Stahlträger anstelle der Tragkabel und Hängerseile hat.
Von großem Nachteil ist, dass zur Montage der selbstverankerten Hängebrücke aufwändige Hilfskonstruktionen, wie beispielsweise Schrägabspannungen, erforderlich sind, da die Tragseile erst nach kompletter Fertigstellung des Fahrbahnträgers montiert werden können. Insgesamt hat sich die selbstverankerte Hängebrücke als Konstruktionsform aufgrund des größeren Montageaufwandes nicht durchgesetzt, sie wurde meist durch die nach dem Zweiten Weltkrieg entwickelte Konstruktion der Schrägseilbrücke ersetzt. Ein modernes Beispiel ist die Kuznechevsky-Brücke in Archangelsk in Nordrussland. Die 1990 eröffnete Konohana-Brücke in Osaka, Japan ist selbstverankert und hat nur ein Tragseil, das von A-förmigen Pylonen getragen wird.
Beim Neubau der East-Bay-Brücke im Zuge der San Francisco-Oakland Bay Bridge wird das Prinzip ebenfalls wieder angewendet. Die Hauptbrücke besteht aus einer einhüftigen selbstverankerten Hängebrücke, d. h., dass sie nur einen Pylonen hat, über den die Tragseile zu den beiden Enden des Fahrbahnträgers gespannt sind.

### Kombinierte Hänge- und Schrägseilbrücken
Bei der Konzeption der Yavuz-Sultan-Selim-Brücke, der dritten Brücke über den Bosporus, die auf ihrem sehr breiten Hohlkasten-Fahrbahnträger sowohl Eisenbahngleise (bei ihrer Eröffnung 2016 noch nicht installiert) und beidseits je vier Fahrspuren einer Autobahn vereint, griff Michel Virlogeux auf das von John Augustus Roebling bei der Brooklyn Bridge (1883) angewandte Konzept zurück, eine Hängebrücke mit Schrägseilen zu versteifen. Tatsächlich hatte Roebling das Konzept bereits 1854 bei der Niagara Falls Suspension Bridge realisiert.

### Ähnliche Bauformen
Der Sprachgebrauch unterscheidet meist nicht zwischen Hängebrücken, bei der die Tragseile über die Spitzen der Pylonen geführt werden, oder eine der folgenden, ähnlichen Bauformen, die nicht zu den Hängebrücken im engeren Sinn gezählt werden:
- Bei der Spannbandbrücke liegt das regelmäßig nur für Fußgänger vorgesehene Brückendeck direkt auf den Seilen oder Ketten und beschreibt damit die gleiche durchhängende Kurve wie diese.
- Die Seilbrücke ist eine Bezeichnung für einfache, fast nur aus Seilen bestehende Brücken, häufig in der Form einer Spannbandbrücke, die meist auf Klettersteigen im Gebirge oder im Outdoortraining verwendet werden.
- Bei der Schrägseilbrücke wird das Brückendeck durch schräg von den Pylonen zum Brückendeck gespannte Seile getragen.
- Die Extradosed-Brücke ist eine Weiterentwicklung der Spannbetonbrücke, bei der die Spannkabel nicht innerhalb, sondern außerhalb des Betonprofils angeordnet sind und dabei zusätzlich Tragprinzipien der Schrägseilbrücken verwendet werden.

## Tragelemente
| Hängebrücke                                                                   |            |        |             |        |          |
| \| Fundamente \| Widerlager \| Pylone \| Seile/Kabel \| Hänger \| Fahrbahn \| |            |        |             |        |          |
| Fundamente                                                                    | Widerlager | Pylone | Seile/Kabel | Hänger | Fahrbahn |

Der Fahrbahnträger wird mit Hängern an die Haupttragseile gehängt. Damit stehen diese Seile unter Zugspannung. Die Umlenkung der Seile auf den Pylonen verursacht eine Druckkraft in den Pylonen, die diese in die Gründung weiterleiten.

### Pylonen

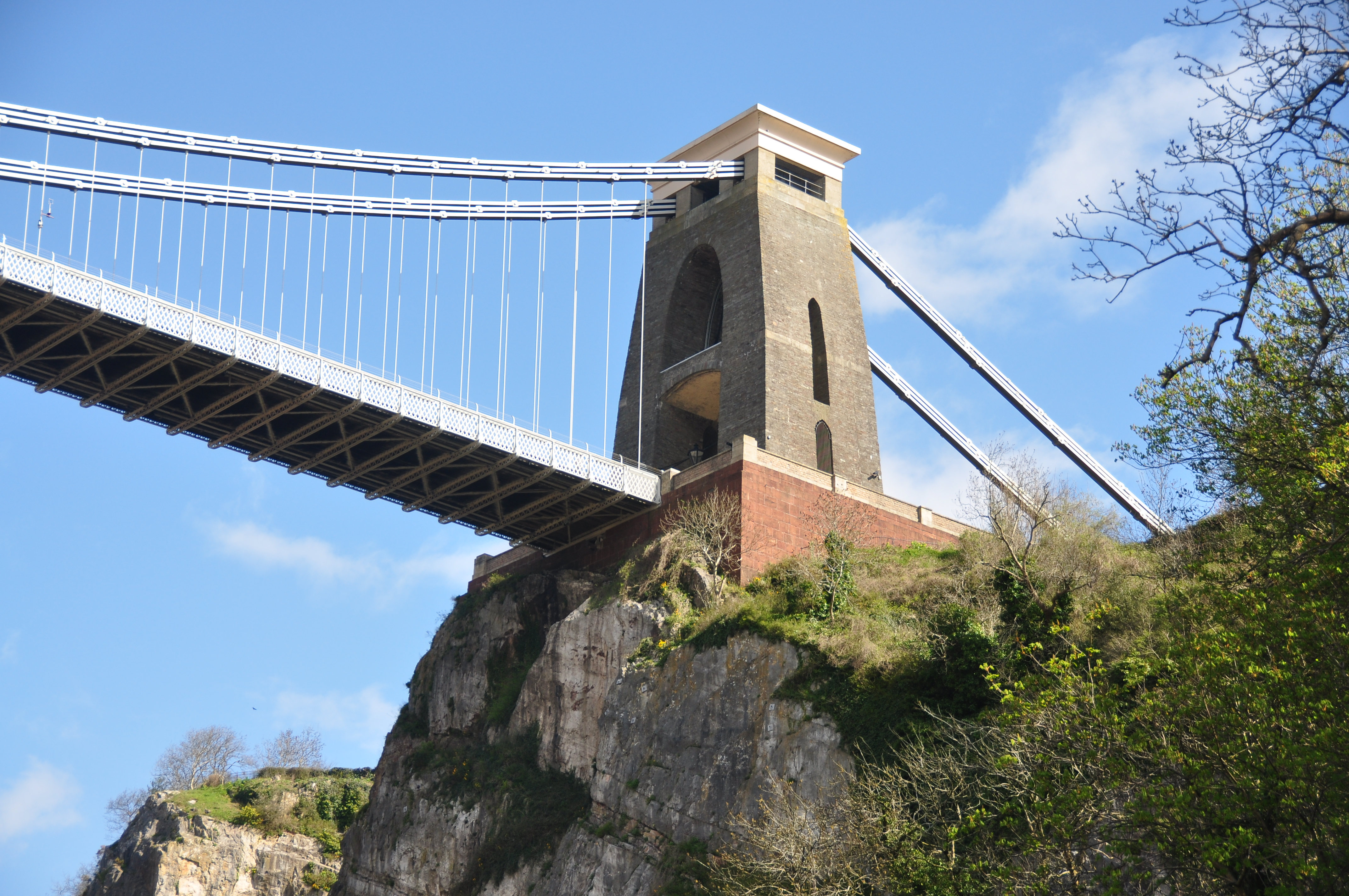
Pylone der Clifton Suspension Bridge, einer Kettenbrücke,
Bauzeit 1836–1864

Die Pylonen tragen das Gewicht des Überbaus, also das Gewicht der Tragkabel, der Hänger und des Fahrbahnträgers, sowie die Verkehrslasten, also das Gewicht der Fahrzeuge und Personen auf der Brücke. Außerdem nehmen sie die Kräfte in Querrichtung auf, die beispielsweise durch den Wind verursacht werden.
Sie werden meist als rechteckige Portale mit zwei Pfeilern entweder als Fachwerkkonstruktion oder rahmenartig mit zwei oder mehr Querriegeln ausgebildet. Breite Brücken haben häufig Portale mit drei Pfeilern, so schon die frühe Brooklyn Bridge oder die moderne Pingsheng-Brücke in Foshan, Guangdong, China. Anders als bei Schrägseilbrücken sind zentrale Mittelpylonen bei Hängebrücken selten. Fritz Leonhardt hatte für die Ponte 25 de Abril in Lissabon einen Entwurf mit Mittelpylonen und einem mittigen Tragseil vorgeschlagen. Gebaute Beispiele sind die oben genannte Konohana-Brücke, das Viaduc du Chavanon, eine im Jahr 2000 eröffnete französische Autobahnbrücke, und verschiedene Fußgängerbrücken, wie die Fußgängerbrücke über die Schenkendorfstraße in München. Gelegentlich werden Pylonen architektonisch aufwendig gestaltet, wie bei der Liede-Brücke in Guangzhou, Guangdong, China.
Als Baustoff kommt entweder Stahl mit Kastenquerschnitten oder Stahlbeton zur Anwendung. Die Pont de Tancarville (1958) war die erste große Hängebrücke mit Pylonen aus Stahlbeton. Vor der Entwicklung dieser Baustoffe wurden gusseiserne Pfeiler auf Steinsockeln verwendet oder Portaltürme aus Stein gebaut, wie z. B. bei der Brooklyn Bridge. In sehr hohen Stahlpylonen wie denen der Akashi-Kaikyō-Brücke werden Schwingungstilger eingebaut, um durch Erdbeben oder Taifune verursachte Schwingungen zu dämpfen.

### Tragkabel
Im Regelfall werden zwei Tragkabel verwendet, die über die Pylonen geführt und in Ankerblöcken verankert werden. Auf den Köpfen der Pylonen werden die Kabel über offenliegende oder in Gehäusen untergebrachte Sattellager geführt, manchmal über Rollenlager. Gelegentlich wurden unterteilte Kabel zwischen den Pylonen einerseits und andererseits von den Pylonen zu den Ankerblöcken verwendet. Bei breiten Brücken wie der Brooklyn Bridge mit ihren Portalen aus drei Pfeilern werden vier, manchmal drei Tragkabel eingesetzt.
Die Kabel weisen meist einen Durchhang von 1/8 bis 1/12 der Stützweite des Mittelfeldes auf. Wegen dieses im Wesentlichen immer ähnlichen Durchhangs erfordern größere Spannweiten auch höhere Pylonen. Der Durchhang folgt nicht ganz der mathematischen Kettenlinie, da bei dieser eine Kette nur unter Eigengewicht angenommen wird.
Die Tragkabel bestehen bei modernen Großbrücken aus einem Paralleldrahtseil, also einem Bündel von parallel liegenden, hochfesten Stahldrähten, die von riesigen Seilklemmen zusammengepresst werden. Die Tragkabel werden vor Ort hergestellt, indem für die Arbeiter über die Pylonen führende dünne Laufstege mit dem gleichen Durchhang wie die zukünftigen Tragkabel eingerichtet werden.
Diese Tragseile werden im Luftspinnverfahren gefertigt. Dazu werden die einzelnen Drähte der Tragkabel von einer Seite zur anderen gezogen, zu Strängen gebündelt, von Seilpressmaschinen zum Kabel verdichtet und anschließend ummantelt. Die Drähte sind üblicherweise feuerverzinkt. Die Tragkabel müssen vor Korrosion geschützt werden. Dies geschieht entweder durch regelmäßig wiederkehrende Anstriche mit Korrosionsschutzfarbe oder in deutlich länger anhaltenden Intervallen durch Umwicklung mit Butylkautschukbändern. Auf dem Tragkabel großer Hängebrücken befindet sich meistens ein Steg bzw. eine Treppe mit einem einfachen Drahtseilgeländer für das Inspektions- und Wartungspersonal.
In Japan werden Paralleldrahtseile aus vorgefertigten Litzenbündeln bevorzugt, die dann gebündelt, zum Kabel verdichtet und ummantelt werden, so auch bei der Akashi-Kaikyō-Brücke.
Die Tragkabel mittlerer und kleiner Brücken bestehen aus geschlagenen Drahtseilen. Bei mittleren Brücken werden für jedes Tragkabel meist 37 Seile zu einem Sechseck zusammengepresst (mit 7 Seilen in der mittleren Lage und je 6, 5 und 4 in den Lagen darüber und darunter). Bei kleineren Brücken werden die Seile einzeln, als Paar oder Quadrupel geführt, die mit Abstand-Haltern versehen sind, die gleichzeitig als Befestigung der Hänger dienen.
Als extremes Beispiel kann die Pont du Rouergue in La Réole, Département Gironde gelten, die die Garonne mit einer Spannweite von 170 m überquert und dazu zwei übereinander liegende Kabelsätze zu je drei Seilen einsetzt.

### Hänger

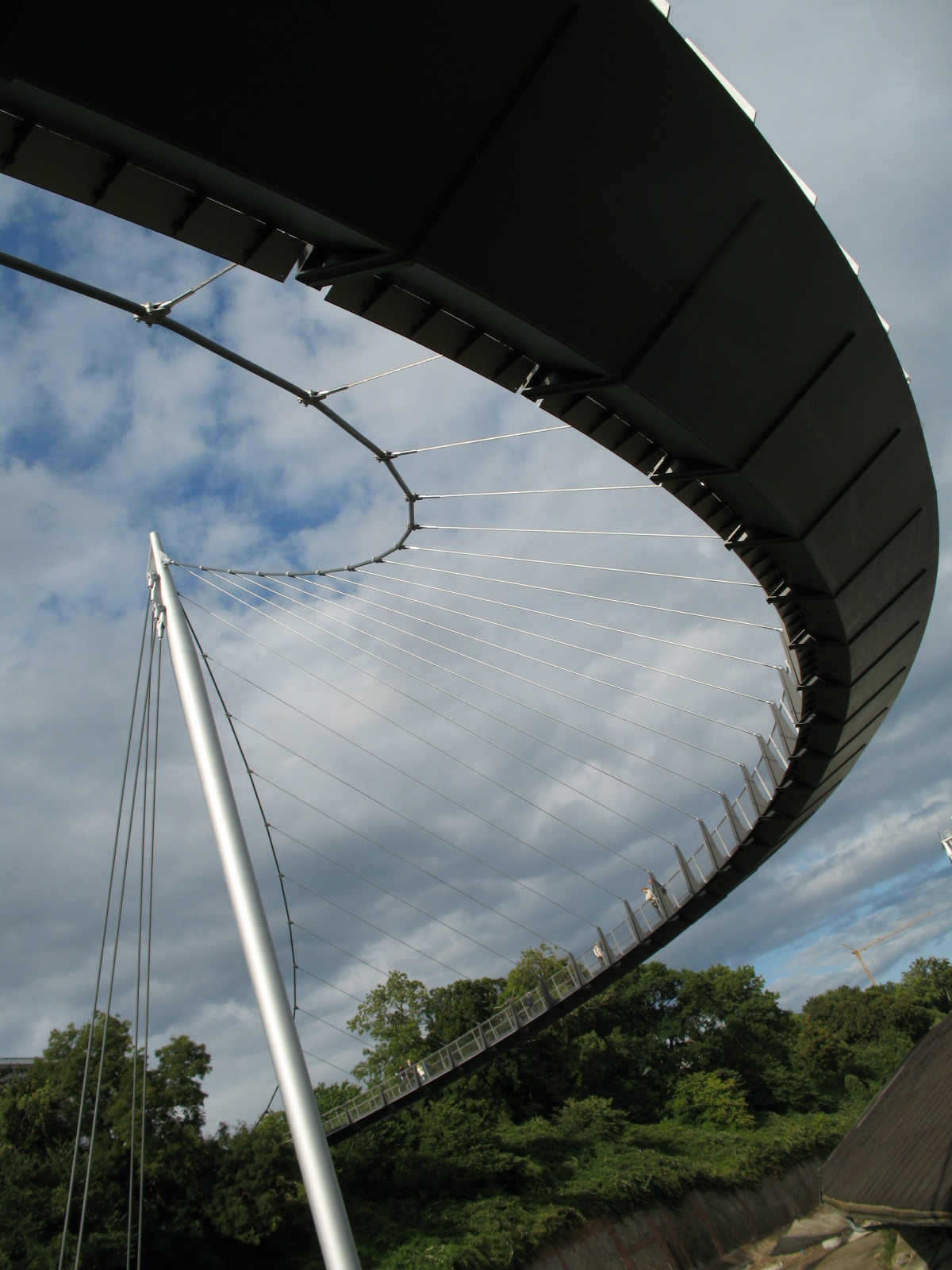
Schräge Hänger mit nur einem Tragseil, Fußgängerbrücke in Sassnitz, Deutschland

Die Hänger verbinden die Tragkabel mit dem Fahrbahnträger. Auch sie bestehen meist aus feuerverzinkten Drahtseilen. Sie müssen in erster Linie die Zugkräfte aushalten und beeinflussen die Eigenfrequenz der Brücke. Um Schwingungen zu reduzieren, wurden gelegentlich senkrechte Hänger mit Schrägseilen kombiniert, wie bei der Brooklyn Bridge. Manchmal werden die Hänger nicht senkrecht, sondern abwechselnd schräg nach vorn und schräg nach hinten gespannt, so dass an den Tragkabeln und am Fahrbahnträger immer zwei Hänger an einem gemeinsamen Befestigungspunkt enden, so dass ein Zick-zack-förmiges Muster entsteht. Damit wird die Steifigkeit des Fahrbahndecks erhöht und seine Durchbiegung bei einseitiger Belastung reduziert. Beispiele sind die von Freeman Fox & Partners entworfene Severn-Brücke (1966) und deren erste Bosporus-Brücke (1973) und die Humber-Brücke (1981) sowie Edgar Cardosos Ponte Samora Machel (1973) über den Sambesi. Manchmal sind auch hydraulische Dämpfungen an den Enden der Hänger notwendig.

### Fahrbahnträger

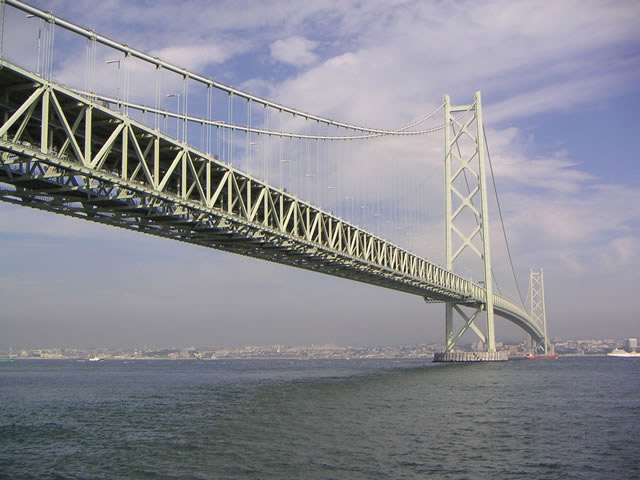
Fahrbahnträger als Fachwerkkonstruktion, Akashi-Kaikyō-Brücke, Japan

Der Fahrbahnträger, auch Versteifungsträger genannt, verteilt die Lasten auf die Hänger. Er wird entweder als Fachwerkträger, wie bei der Akashi-Kaikyō-Brücke, oder mit offenen Vollwandträgern, wie der Rheinbrücke Köln-Rodenkirchen, oder mit einem geschlossenen Kastenquerschnitt, wie bei der Storebælt-Brücke, ausgebildet. Sie können von Widerlager zu Widerlager durch die Pylonen biegesteif durchgeführt oder an den Pylonen unterbrochen und dort gelenkig aufgelagert werden. Um eine Stabilität auch bei hohen Windgeschwindigkeiten zu erreichen, müssen die Fahrbahnträger ausreichend torsionssteif ausgebildet werden. Sie erhalten bei modernen Brücken eine im Windkanal optimierte Querschnittsgestaltung, die ein Versagen durch aerodynamische Instabilität, wie bei der Tacoma-Narrows-Brücke, vermeidet. Bei sehr breiten Brücken wird gelegentlich zur Verbesserung der aerodynamischen Stabilität der Fahrbahnträger der Länge nach in zwei Streifen mit einem offenen Zwischenraum geteilt. Bei der Forth Road Bridge sind auch die Geh- und Radwege durch solche Zwischenräume getrennt. Auch einige ältere Brücken wurden aerodynamisch optimiert und nachgerüstet.

### Ankerblöcke

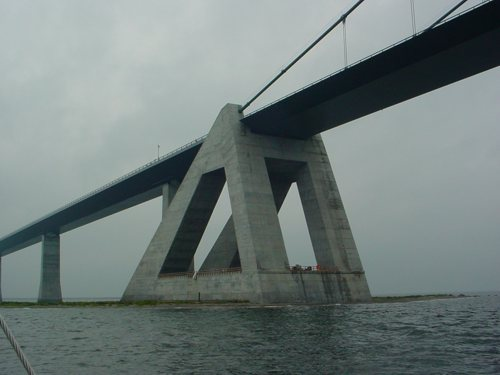
Ankerblock der Storebælt-Brücke, Dänemark

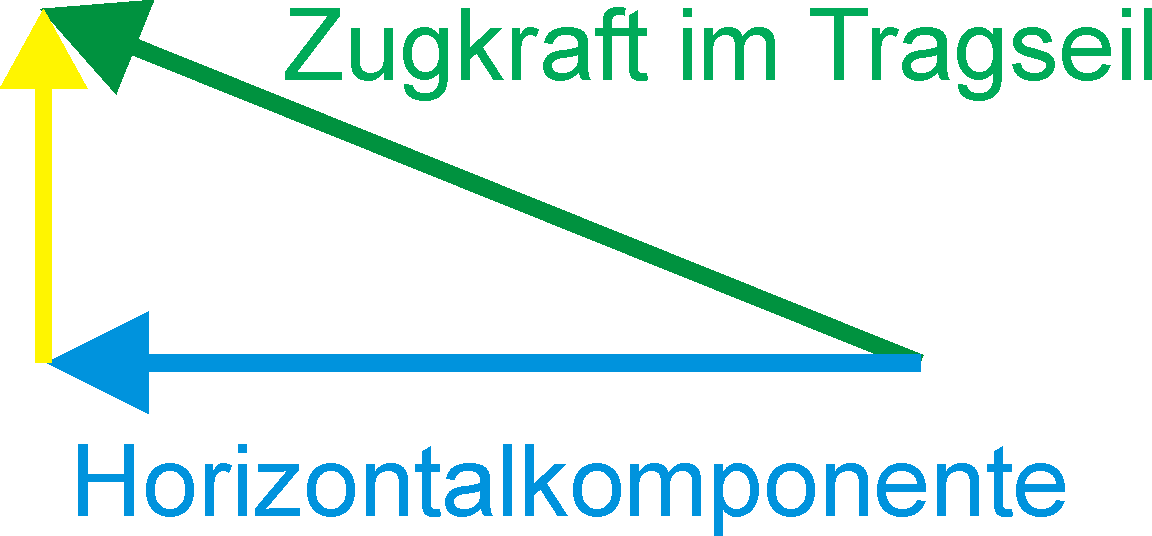
Kräfte bei der Verankerung

Die Enden der Tragkabel echter Hängebrücken werden in Ankerblöcken befestigt. Die Ankerblöcke müssen so groß und schwer und so tief im Boden versenkt sein, dass sie auf jeden Fall der maximalen Zugkraft widerstehen, mit der die Tragseile einer voll beladenen, von Sturm und Schnee belasteten Brücke an ihnen ziehen könnten. Früher wurden Ankerblöcke aus Steinquadern gemauert, heute bestehen sie regelmäßig aus Stahlbeton. Die Ankerblöcke einer größeren Brücke wie z. B. der Ambassador Bridge sind so hoch wie ein 16-stöckiges Gebäude; sie stehen zur Hälfte unter der Erde. Die Ankerblöcke der Storebæltsbroen, die nur auf den Meeresboden gesetzt wurden, wirken allein durch ihr Gewicht. Sie haben eine Grundfläche von 122 m × 55 m und eine Höhe von 73 m. Zu sehen ist nur die aus dem Wasser ragende Spitze.

## Bauformen
Die häufigste Bauform der Hängebrücke ist heute die zweihüftige Brücke mit einer Hauptöffnung zwischen den beiden Pylonen, deren Tragkabel außerhalb dieser Öffnung in Ankerblöcken befestigt sind. Meist stehen die Pylonen in dem zu überquerenden Gewässer und die Ankerblöcke in der Nähe der Ufer, so dass auch die Teile des Fahrbahnträgers zwischen den Pylonen und den Ufern an den Tragkabeln abgehängt sind. Gelegentlich stehen ein oder beide Pylonpaare am Ufer, so dass die Kabel zwischen den Pylonspitzen und den Ankerblöcken nur der Verankerung dienen und keine Hänger haben.
Ursprünglich vor allem in Frankreich verbreitet war die drei- und mehrhüftige Brücke, bei der mehrere Spannfelder unmittelbar aufeinander folgten. Schon bei der ersten Drahtseilhängebrücke, der Passerelle de Saint-Antoine in Genf wurden zwei Brückenfelder von den Tragkabeln überspannt. Berühmt wurde die 1833 fertiggestellte Straßenbrücke von Cubzac, die fünf aufeinanderfolgende Felder mit Spannweiten von je 109 m hatte und zu ihrer Zeit wohl die größte und längste Hängebrücke war. Andere Beispiele sind die Brücke von Ingrandes über die Loire mit acht Feldern und die Brücken von Châteauneuf-sur-Loire, Châtillon-sur-Loire oder Bonny-sur-Loire. Typisch für diese Bauform sind die nur von Pylonspitze zu Pylonspitze reichenden Tragkabel, die die Pylonspitzen verbindenden Ausgleichsseile (câble d’équilibre) und gesonderte, häufig mehrfach angelegte Ankerseile. Moderne Beispiele sind die Ponte Samora Machel über den Sambesi in Mosambik und die kleinere Hängebrücke in Naruto (Tokushima), Japan.
Im Zuge der San Francisco-Oakland Bay Bridge stehen ebenfalls vier Pylonen hintereinander. Es handelt sich jedoch nicht um eine mehrhüftige Brücke, sondern um zwei eigenständige Hängebrücken, die aneinander gebaut wurden und einen gemeinsamen Ankerpfeiler in der Mitte haben. In ähnlicher Weise wurden bei der Seto-Ōhashi in Japan zwei und bei der Kurushima-Kaikyō-Brücke sogar drei Hängebrücken aneinandergereiht. Eine Kombination einer Hänge- mit einer Schrägseilbrücke ist die Huangpu-Brücke in Guangzhou, Guangdong, China.
Hängebrücken haben meist nur eine Fahrbahnebene, es gibt jedoch auch Doppelstockbrücken, die manchmal auch Bahngleise enthalten. Beispiele sind wiederum die Brooklyn Bridge mit einem erhöhten Deck für Fußgänger und Fahrradfahrer, die 1909 eröffnete Manhattan Bridge mit vier U-Bahngleisen, die 1931 eröffnete George Washington Bridge, die 1962 eine zweite Ebene erhielt und mit insgesamt 14 Fahrspuren die leistungsfähigste Brücke der Welt ist, die San Francisco-Oakland Bay Bridge (1936), die Ponte 25 de Abril (1966) in Lissabon, die Rainbow Bridge (1993) in Tokio und die Tsing-Ma-Brücke (1997) in Hongkong.

## Geschichte

### Anfänge
In den Gebirgen Ostasiens und Südamerikas mit ihren tief eingeschnittenen Tälern waren Seilbrücken aus natürlichen Materialien die einzige Möglichkeit, die oft reißenden Flüsse zu überqueren und schon lange in Gebrauch, bevor von ihnen in Europa Notiz genommen wurde. Die Hängebrücke Q’iswachaka über den Río Apurímac in Peru besteht seit über 500 Jahren und gilt als die einzige noch funktionstüchtige Hängebrücke der Inka. Die erste Hängebrücke mit eisernen Ketten war wohl die 1430 in Tibet erbaute Chagsam-Brücke über den Yarlung Tsangpo (Brahmaputra) mit einer Spannweite von ca. 137 m. Sie war jedenfalls die erste Brücke mit der Aufteilung in Tragketten, Hänger und Brückenweg und hatte eine Spannweite, die alles übertraf, was damals in Europa für möglich gehalten wurde. In Europa wurden erste Vorstellungen einer Hängebrücke (und weitere Erfindungen) von Fausto Veranzio (Faust Vrančić, lat. Faustus Verantius) 1616 in seinem Buch bzw. seiner Erfindungsauflistung Machinae Novea veröffentlicht. Verschiedene spätere Veröffentlichungen berichteten von Hängebrücken in China. Alle frühen Hängebrücken waren, sofern sie nicht aus natürlichen Materialien bestanden, jedoch Kettenbrücken, da Drähte erst Anfang des 19. Jahrhunderts eine gewisse Festigkeit erreichten und Drahtseile erst 1834 von Oberbergrat Julius Albert in Clausthal erfunden wurden.

### Westliche Kettenbrücken
Die ungefähr 1741 in Nordengland für Bergleute gebaute Winch Bridge war die erste Kettenbrücke Europas. In der Stadt Weilburg spannte man 1784 eiserne Stangenketten über die Lahn, an denen die Rohre der barocken Wasserversorgung aufgehängt waren, nachdem ein Hochwasser die vorher benutzte Brücke zerstört hatte. James Finley baute ab 1801 verschiedene Kettenbrücken in den Vereinigten Staaten, die als Vorläufer der folgenden Hängebrücken gelten, indem sie außerhalb Asiens erstmals Tragketten, Hänger und ein befahrbares Brückendeck hatten. Die ersten großen Kettenbrücken in Europa waren die 1820 eröffnete Union Bridge von Samuel Brown und die Menai-Brücke von Thomas Telford mit 176 Meter Stützweite, die 1826 dem Verkehr übergeben wurde. Die älteste noch erhaltene Kettenbrücke Deutschlands ist der von Conrad Georg Kuppler 1820/21 geplante und 1824 errichtete Kettensteg in Nürnberg, der die Pegnitz über 68 Meter überspannte.

### Erste Drahtseil-Hängebrücken
Während die Herstellung und Erzeugung von Eisen zu Beginn des 19. Jahrhunderts in Großbritannien rasante Fortschritte machte und schon bald Ketten mit einigermaßen zuverlässigen Eigenschaften produzierte, blieb Frankreich aufgrund der Kontinentalsperre von dieser Entwicklung lange abgeschnitten. Da Drahtseile unterschiedliche Qualitäten der einzelnen Drähte ausgleichen können, konzentrierte sich die Entwicklung im französischen Sprachraum von Anfang an auf Drahtseil-Hängebrücken.

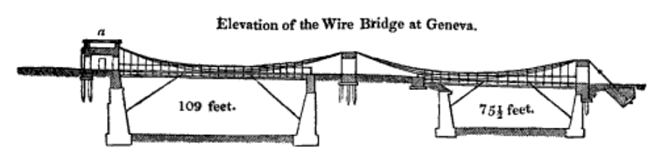
Skizze von Charles Stewart Drewry in A Memoir of Suspension Bridges 1832

Die von Guillaume-Henri Dufour 1823 in Genf nach Ideen von Marc Seguin gebaute, 82 Meter lange Passerelle de Saint-Antoine gilt als die erste, dauerhafte Drahtseil-Hängebrücke der Welt. Marc Seguin hatte zuvor in Annonay einen ersten Versuchssteg gebaut. 1824 eröffnete er die heute Passerelle Marc Seguin genannte Brücke über die Rhone in Tournon-sur-Rhône, die erste befahrbare Drahtseil-Hängebrücke.
In einer Reihe von Veröffentlichungen wurden die theoretischen Grundlagen der Hängebrücken gelegt. So veröffentlichte Claude Navier 1823 eine erste grundlegende Abhandlung über Hängebrücken, die bald ins Deutsche übersetzt und 1830 neu aufgelegt wurde, und Marc Seguin 1824 seine Schrift Des Ponts en fil de fer, in der er sich schon damals mit dem Problem der durch Wind oder Gleichschritt verursachten Schwingungen auseinandersetzte.
Marc Seguin baute in den folgenden vierzig Jahren mit seinem Unternehmen Marc Seguin et freres in ganz Frankreich über sechzig Hängebrücken. Konkurrenzunternehmen wie die Société Bayard de la Vingtrie waren ähnlich produktiv. Beispiele sind die 1833 fertiggestellte Straßenbrücke von Cubzac, zu ihrer Zeit wohl die größte und längeste Hängebrücke, und die Brücken von Châteauneuf-sur-Loire, Châtillon-sur-Loire oder Bonny-sur-Loire. Die Nachfrage war groß, da mit Hängebrücken breite Flüsse zu einem Bruchteil der Kosten überquert werden konnten, die bis dahin für eine herkömmliche Brücke mit mehreren Steinbögen aufgewendet werden mussten. An Orten, an denen der Bau von Pfeilern im Flussbett bislang wegen der Untergrundverhältnisse oder der Strömung überhaupt nicht möglich war, konnte der Fluss nun erstmals auf einer Brücke überquert werden, wie bei der Pont de La Roche-Bernard im Département Morbihan über die Vilaine. Auch die in 147 m Höhe über eine Schlucht gespannte, 194 m lange Pont de la Caille auf der Straße von Genf nach Grenoble wäre kurz zuvor noch nicht denkbar gewesen.
Die Festigkeitszunahme der Drähte durch das Ziehen bei der Herstellung ermöglichte leistungsfähigere Tragkabel als bei Verwendung von Tragketten. Die Zähringerbrücke in Freiburg im Üechtland (Le Grand Pont Suspendu) war ab 1835 mit 273 Meter Spannweite der weltweite Rekordhalter. Ihre Tragseile bestanden aus 1056 Einzeldrähten mit je 3 Millimeter Durchmesser. Die Einzeldrähte waren parallel nebeneinander angeordnet, da das gedrehte (geschlagene) Drahtseil erst 1834 von Oberbergrat Julius Albert erfunden wurde.
Diese Bauweise wurde bei größeren Hängebrücken beibehalten, deren Tragseile so groß und schwer waren, dass sie nur noch auf der Baustelle im Luftspinnverfahren hergestellt werden konnten, welches ursprünglich von dem Franzosen Louis-Joseph Vicat erfunden und 1830 vorgestellt wurde. Später entwickelte John Augustus Roebling dieses Verfahren in den USA weiter, so dass Tragseile über große Spannweiten hinweg direkt am Ort des Einsatzes in vergleichsweise kurzer Zeit und zu tragbaren Kosten hergestellt werden konnten.
Die französischen Hängebrücken hatten meist einander ähnliche Fahrbahnträger, aber Pylonen in allen in der damaligen Architektur üblichen Formen, z. B. als dorische oder ägyptische Säulen, in Form von Obelisken oder häufig als kleine Triumphbögen. Die Brücken waren allerdings oft nur für Lasten von 200 kg/m² und ohne große Reserven berechnet, leicht gebaut und mit einem wenig steifen Brückendeck versehen. Die Verankerungen der Tragseile im Mauerwerk der Pylonen waren nicht zugänglich und deshalb korrosionsanfällig.
Anfänglich wurden eine Reihe von Einstürzen infolge von Stürmen hingenommen. Als jedoch am 16. April 1850 die Tragseile der Hängebrücke von Angers (Pont de la Basse-Chaîne) aus ihren Verankerungen gerissen wurden und bei diesem Unglück insgesamt 226 Menschen starben, wendete sich die öffentliche Haltung. Der Sturm, der am 26. Oktober 1852 das Brückendeck der Pont de La Roche-Bernard zerstörte, bestärkte die Öffentlichkeit in der Ablehnung weiterer Hängebrücken. Dies führte dazu, dass in den nächsten vierzig Jahren in Frankreich kaum noch eine Hängebrücke gebaut wurde, während John Augustus Roebling etwa zur gleichen Zeit in den USA die Lösung des Problems zeigte.
Im französischsprachigen Raum wurden erst am Ende des 19. Jahrhunderts vor allem durch Ferdinand Arnodin wieder Hängebrücken gebaut und noch mehr ältere Brücken nach seinen Ideen modernisiert. Äußerlich sichtbar war die der Versteifung dienende Kombination von fächerförmigen Schrägseilen an den Abschnitten der Fahrbahnträger bei den Pylonen mit konventionellen Tragkabeln und Hängern im mittleren Drittel und die Verwendung von Hängern aus Stahlstäben mit geschmiedeten Enden anstelle der üblichen Seile. Er hatte eine besondere Art von Kreuzschlagseilen mit mehreren Lagen entwickelt, bei der die einzelnen Drähte gleichmäßiger als bisher belastet wurden. Er baute Ankerblöcke mit zugänglichen Verankerungen der Tragkabel, versteifte die Brückendecks durch ein Stahlskelett und durch die Einbeziehung von stabilen Geländern. Außerdem vertrat er die Auffassung, dass die tragenden Teile einer Brücke ersetzbar sein müssten, ohne den Verkehr zu unterbrechen. Als Beispiel dienen kann die 1912 fertiggestellte Pont Sidi M’Cid in Constantine, Algerien, seinerzeit die höchste Brücke der Welt.
Im restlichen Europa wurden im 19. Jahrhundert verschiedene Kettenbrücken, aber kaum eine Drahtseil-Hängebrücke gebaut. Im Berliner Tiergarten wurde 1838 die Löwenbrücke errichtet. Die Drahtbrücke (1870) in Kassel, die Rosentalbrücke (1880) in Braunschweig und die Hängebrücke über die Argen (1897) bei Langenargen am Bodensee sind weitere Beispiele von eher bescheidenem Ausmaß.

### Entwicklung in den USA
Die 1849 fertiggestellte Wheeling Suspension Bridge über den Ohio River war die erste große Hängebrücke mit einer Spannweite von über 300 m. Ihr Fahrbahndeck wurde aber schon 1854 von einem Sturm in Schwingungen versetzt, verdreht und zerstört, so dass auch sie als ein Beispiel für die Grundprobleme dieses Brückentyps gelten konnte.

#### John A. Roeblings Hängebrücken
Die Entwicklung der Hängebrücken in den USA wurde deshalb vor allem von John Augustus Roebling beeinflusst, der in Trenton (New Jersey) eine Drahtseilfabrik aufgebaut hatte. John A. Roebling baute 1851–1854 die Niagara Falls Suspension Bridge, eine Doppelstockbrücke für die Eisenbahn und Fuhrwerke mit einer Spannweite von 251 m, bei der er besondere Maßnahmen traf, um Schwingungen zu vermeiden, wie zusätzliche Schrägseile und die Ausbildung des Fahrbahnträgers als Fachwerkkonstruktion ähnlich einem Hohlkasten. Bei seinen nächsten Brücken wurden vergleichbare Maßnahmen getroffen, so bei der 1866 eröffneten Cincinnati–Covington Bridge mit einer Spannweite von 322 m (später John A. Roebling Suspension Bridge genannt) und bei der nach seinem Tod von seinem Sohn 1883 fertiggestellten Brooklyn Bridge mit einer Spannweite von 486 m. Die Brooklyn Bridge war wesentlich länger und größer als ihre Vorgänger und wurde schnell zu einem Wahrzeichen New Yorks, stellt gleichzeitig aber den Abschluss der von Roebling geprägten Epoche dar mit gemauerten Pylonen, schweren Fahrbahnträgern und zusätzlichen Schrägseilen.

#### Entwicklung zu größeren Brücken

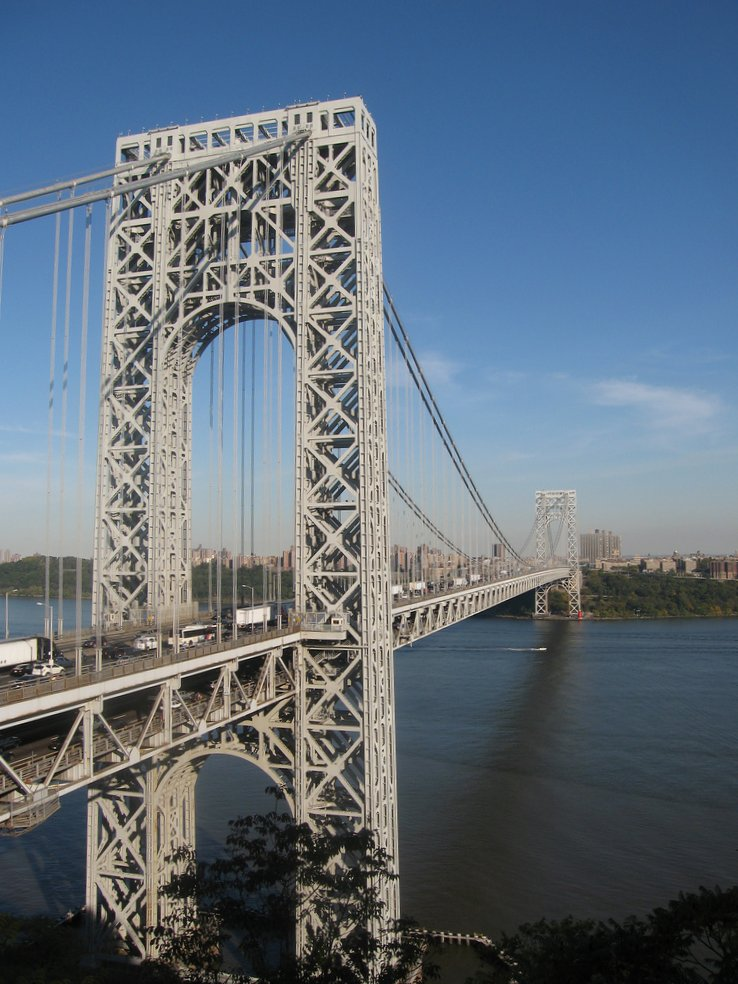
George Washington Bridge

Die erste ganz aus Stahl gefertigte Brücke war die 1903 eröffnete Williamsburg Bridge mit einer Spannweite von 488 m, bei der man auch auf die Schrägseile verzichtet hatte.
Bei der dritten Hängebrücke über den East River, der von Leon S. Moisseiff geplanten und 1909 fertiggestellten Manhattan Bridge, wurde erstmals die Verformungstheorie (Deflektionstheorie) angewandt, die eine gegenüber den Vorgängerbrücken deutlich leichtere Bauweise ermöglichte. Die Weiterentwicklung dieser Theorie sowie Verbesserungen der Stähle, Seile und der Bauverfahren führten zu immer größeren Brücken, wie der Bear Mountain Bridge, der Benjamin Franklin Bridge und der Ambassador Bridge. 1929 wurde mit der Royal Gorge Bridge wohl die erste Hängebrücke zu touristischen Zwecken gebaut, die bekannt wurde, weil sie eine Schlucht in Colorado in 291 m Höhe überquert und den Titel als höchste Brücke der Welt bis 2001 hielt.
Othmar Ammanns 1931 eröffnete George Washington Bridge mit einer Spannweite von 1067 m und die von Joseph B. Strauss gebaute und 1937 eröffnete Golden Gate Bridge mit einer Spannweite von 1280 m setzten neue Maßstäbe. Die Lions Gate Bridge in Vancouver wurde 1938 mit einer Spannweite von 472 m die längste Hängebrücke außerhalb der USA und behielt diesen Titel, bis 1959 die Pont de Tancarville in Frankreich eröffnet wurde.

#### Neue Berechnungsmethoden, neue Bauweisen
Als in der Great Depression auch Gelder für Brücken knapp wurden, nahm man gerne auf, dass die Verformungstheorie anstelle der hohen Fachwerkträger nun flache Vollwandträger ermöglichte, die wesentlich leichter waren, weniger Stahl benötigten und einfacher zu montieren waren. Dadurch wurden erstmals lange zweispurige Hängebrücken finanzierbar, bei denen das Verhältnis sowohl von der Höhe des Fahrbahnträgers zu seiner Länge als auch von seiner Breite zur Länge immer kleiner wurde. Da die Verformungstheorie sich mit statischen Windlasten befasste, schien der geringere Windwiderstand eines flachen Fahrbahnträgers wichtiger zu sein als die durch hohe Fachwerkträger bewirkte Steifheit. Allerdings traten schon beim Bau der 1938 fertiggestellten Thousand Islands Bridge und bei der fast gleichzeitig gebauten Deer Isle Bridge Schwingungen auf, die ihr Planer, David B. Steinman, nur mithilfe zusätzlicher Spannseile und Verstrebungen beherrschen konnte.

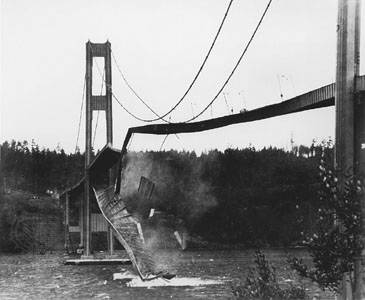
Einsturz der Tacoma-Narrows-Brücke

Bei der Tacoma-Narrows-Brücke, einer von Leon S. Moisseiff geplanten, äußerst schlanken und leichtgewichtigen Brücke, die damals mit 853 m die drittgrößte Spannweite aller Hängebrücken hatte, wurden diese Ereignisse nicht berücksichtigt. Bei ihrer Planung waren weit mehr als orkanartige Stürme zugrunde gelegt worden. Aber auch hier wurden schon beim Bau Schwingungen beobachtet. Am 7. November 1940, nur vier Monate nach ihrer Eröffnung, traten bei lediglich stürmischem Wind (Windstärke 8) immer stärker werdende Schwingungen und Verwindungen auf, die zum Bruch des Fahrbahnträgers und damit zur Zerstörung der Brücke führten. Man rätselte zunächst über die Ursachen, da die aerodynamischen Einwirkungen auf Brücken damals überhaupt noch nicht verstanden wurden. Es dauerte noch viele Jahre, viele Windkanalversuche und Berechnungen, bis die dynamischen Wirkungen von Wind auf Brückenstrukturen und die Auswirkungen von aeroelastischem Flattern einigermaßen verstanden wurden.

#### Nach dem Einsturz der Tacoma-Narrows-Brücke
Die unmittelbaren Auswirkungen waren zunächst, dass Ammanns ebenfalls sehr schlanke Bronx-Whitestone Bridge zur Beruhigung der (mautzahlenden) Autofahrer nachträglich versteift wurde, obwohl sie deutlich bessere Kennzahlen hatte als die Tacoma-Narrows-Brücke. Als Gegenreaktion zu der schlanke Fahrbahnträger bevorzugenden Verformungstheorie wurde der 1950 fertiggestellte Neubau der Tacoma-Narrows-Brücke und vor allem David B. Steinmans 1957 eröffnete Mackinac Bridge mit hohen und schon optisch solide wirkenden Fachwerkträgern versehen. Auch Othmar Ammann verwendete bei der Throgs Neck Bridge (1961) hohe und steife Fachwerkträger; bei der Verrazzano-Narrows Bridge (1964) stellte sich das Problem wegen der zweistöckigen Bauweise nicht.

### „Amerikanische“ und „europäische“ Bauweisen
Langfristig führten die aus dem Einsturz der Tacoma-Narrows-Brücke gewonnenen Erkenntnisse zu zwei unterschiedlichen Methoden, die auch als amerikanische und europäische Bauweisen bezeichnet werden.

#### Fachwerkträger

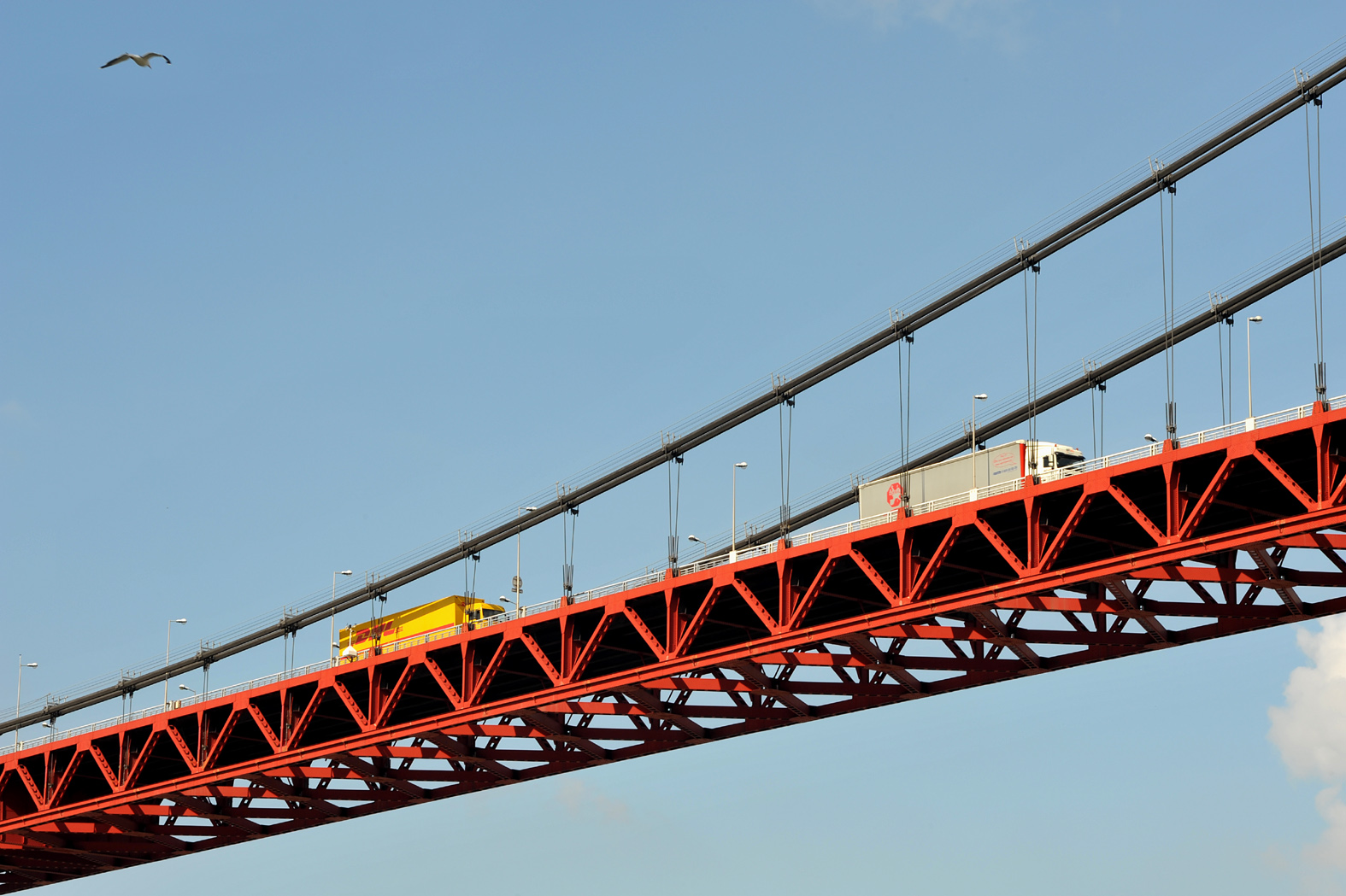
Pont de Tancarville, Fachwerkträger

Bei der amerikanischen Bauweise wurden und werden weiterhin große Fachwerkträger zur Versteifung des Fahrbahnträgers eingesetzt. Dabei wird darauf geachtet, dass sie trotz ihrer Größe einen möglichst geringen Windwiderstand haben. Große Hängebrücken der amerikanischen Bauweise sind zum Beispiel die Pont de Tancarville (1959) bei Le Havre, die Forth Road Bridge (1964) bei Edinburgh, die Rheinbrücke Emmerich (1965), die Pont Pierre-Laporte (1970) in Québec, die Kammon-Brücke (1973) in Japan und die Akashi-Kaikyō-Brücke (1998), die bisher längste aller Hängebrücken, die einen 14 m hohen Versteifungsträger hat. Auch die am höchsten über dem Talgrund stehende Brücke, die Siduhe-Brücke (2009) in der chinesischen Provinz Hubei hat einen Fachwerkträger.
Mit zunehmender Kenntnis der aerodynamischen Vorgänge bei einer Brücke wurden auch die Fachwerkträger daraufhin analysiert, in Windkanalversuchen getestet und aerodynamisch optimiert.
Die Ponte 25 de Abril (1966) in Lissabon, die Minami-Bisan-Seto-Brücke (1988) in der Seto-Ōhashi-Brückenkombination in Japan und die Tsing-Ma-Brücke (1997) in Hongkong sind doppelstöckige Eisenbahn- und Straßenbrücken und haben daher zwangsläufig einen hohen Fachwerkträger.

#### Hohlkastenträger

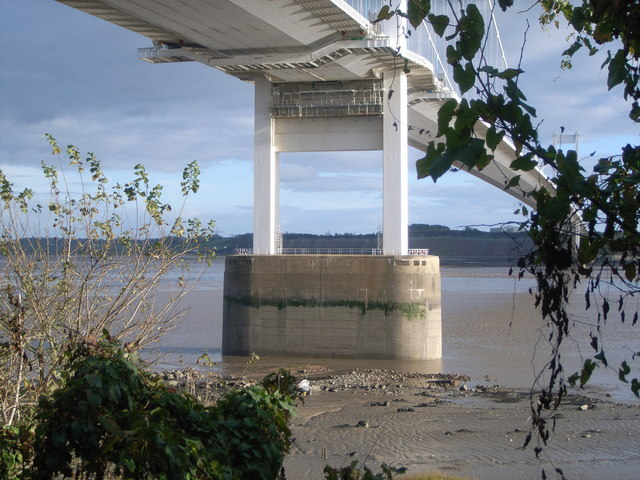
Severn Bridge, Hohlkastenträger

Fritz Leonhardt hatte schon die erste, von 1938 bis 1941 gebaute Rheinbrücke Köln-Rodenkirchen mit einem nur 3,30 m hohen vollwandigen Versteifungsträger konstruiert. Sie war zwar mit 378 m seinerzeit die weitestgespannte Hängebrücke Europas, aber deutlich kürzer als die amerikanischen Brücken und nicht wie diese in großer Höhe dem Wind ausgesetzt. 1953 zog er aus dem Tacoma-Unglück den Schluss, dass es besser sei, durch eine windschnittige Formgebung des Brückendecks die Entstehung von Windströmungen zu vermeiden, die zu den Schwingungen und Verwindungen führen, anstatt den Schwingungen durch große Fachwerkträger entgegenzuwirken. Von ihm veranlasste Windkanalversuche im National Physical Laboratory in Teddington bei London bestätigten seine Theorie.
Freeman Fox & Partners, die gerade die Konstruktion der Severn-Brücke begonnen hatten, stellten darauf die Bauweise des Brückendecks von einem Fachwerkträger auf einen flachen Hohlkasten mit auskragenden, dünnen Gehwegplatten um. Die von 1961 bis 1966 gebaute Severn-Brücke in England war damit die erste große Hängebrücke, bei der keine Fachwerkkonstruktionen, sondern ein flacher, nur 3 m hoher Stahlhohlkasten verwendet wurde, dessen Profil in Windkanalversuchen ermittelt wurde.
Aufgrund Leonhardts Rat wurde 1964 die Konstruktion der zwischen 1965 und 1970 gebauten Ny Lillebæltsbro über den Kleinen Belt in Dänemark auf die Hohlkastenbauweise umgestellt.
Freeman Fox und Partners konstruierten auch die erste Bosporus-Brücke (1973) und die Humber-Brücke (1981) sowie die zweite Brücke über den Bosporus, die Fatih-Sultan-Mehmet-Brücke (1988) mit flachen, aerodynamisch optimierten Hohlkastenprofilen und etablierten damit diese Bauweise.
Weitere Hängebrücken mit Hohlkastenträgern sind die Högakustenbrücke (1997) in Schweden, die Jiangyin-Brücke (1997) über den Jangtsekiang in China. Auch die bisher zweitlängste Hängebrücke, die Xihoumen-Brücke (2008), hat einen flachen Hohlkastenträger.

### Fußgängerhängebrücken in Entwicklungsländern

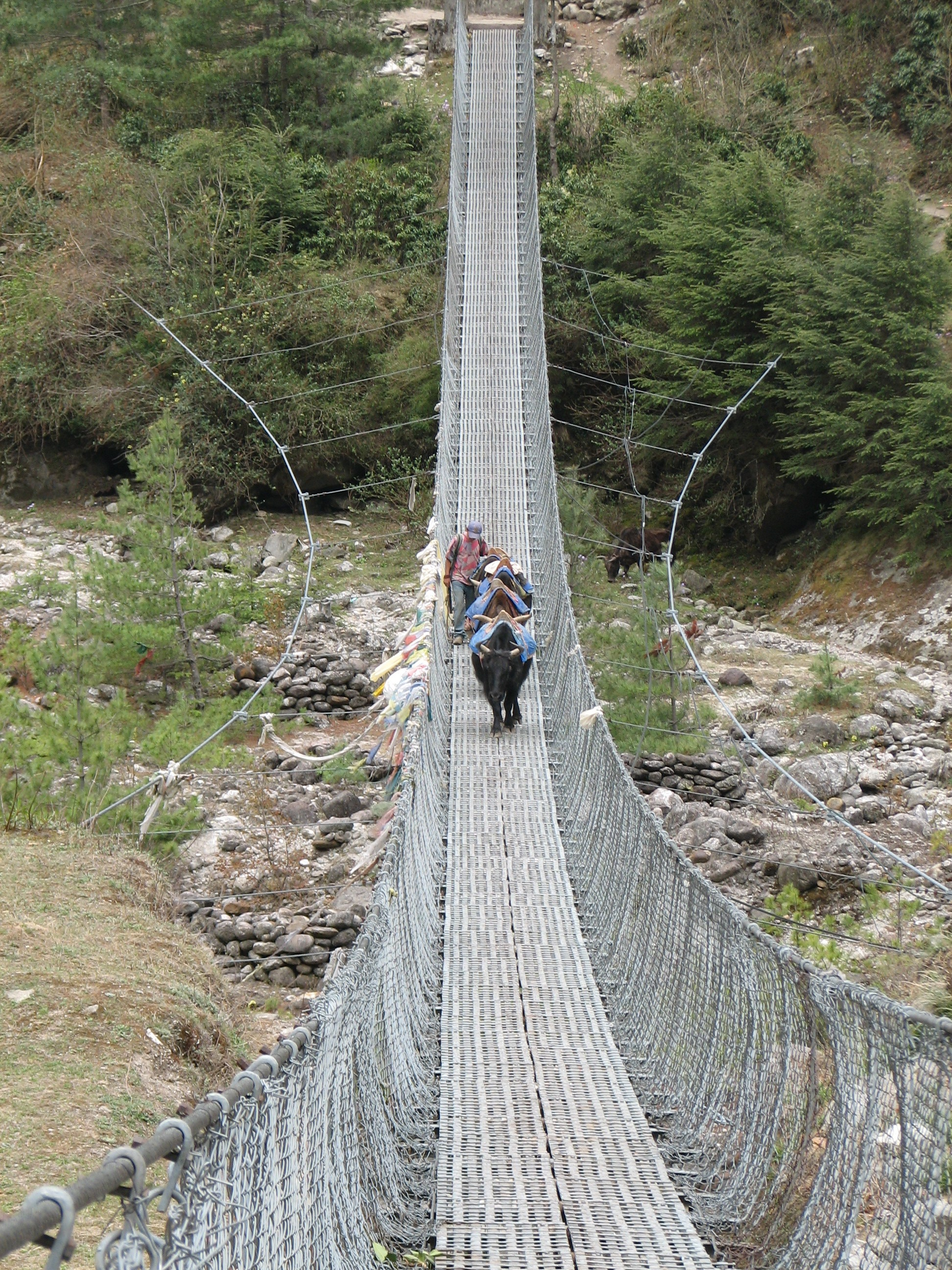
Hängebrücke in Nepal

In Entwicklungsländern mit bergigen Gebieten bieten einfache Hängebrücken für die Bewohner abgelegener, sonst kaum erreichbarer Dörfer oft die einzige Möglichkeit, Schluchten und Flüsse zu überqueren. Der Bau vieler dieser Brücken wird von engagierten Privatpersonen wie Beat Anton Rüttimann und Organisationen wie der Helvetas Swiss Intercooperation oder der in USA ansässigen Bridges to Prosperity unterstützt.
Diese Brücken haben häufig übereinstimmende Eigenschaften: Für ihre Tragseile werden meist ausrangierte Seile von Seilbahnen, Krananlagen oder Containerbrücken verwendet. Die Pylonen werden aus handelsüblichen Stahlrohren gefertigt, die oft vergünstigt oder kostenlos zur Verfügung gestellt werden. Der Versteifungsträger bzw. der Gehweg wird aus Gitterrosten oder Latten gebildet, die zwischen von Ufer zu Ufer gespannten Seilen befestigt sind. Die Geländer bestehen aus an weiteren Seilen befestigtem, handelsüblichem Maschendraht. Schwingungen des Brückenträgers werden durch seitliche Abspannungen gedämpft, die oft das System von Tragseil und Hängern in die Horizontale übertragen: Je ein beiderseits der Brücke in einem weiten Bogen gespanntes Hauptseil ist mit dem Brückenträger durch zahlreiche Dämpfungsseile verbunden.
Die 1453 m lange Dodhara Chandani Bridge, die den äußersten Westen Nepals mit dem Hauptgebiet des Landes verbindet, dürfte die längste dieser Hängebrücken sein.

### Großprojekte
Pläne von Hängebrücken-Großprojekten stoßen zum Teil auf massive finanzielle Schwierigkeiten. Aus diesem Grund konnte etwa die Brücke über die Straße von Messina, die Italien und Sizilien verbinden soll und mit einer Hauptspannweite von 3.300 Metern die größte Hängebrücke der Welt geworden wäre, nicht verwirklicht werden. Weiterhin gibt es Überlegungen, die Straße von Gibraltar zu überbrücken, sowie Planungen für eine Brücke über die Sundastraße, eine Brücke über die Straße von Malakka und eine Brücke über die Bali-Straße. Diese Konstruktionen hätten dann deutlich längere Mittelspannweiten zur Folge.

## Literarische Verarbeitung
Der Pfälzer Schriftsteller Arno Reinfrank ht in einem Gedicht mit dem Titel "Die Pylonharfe" (1969) die 1968 erbaute markante Schrägseilbrücke in der Stadt Ludwigshafen am Rhein besungen.

## Längste Hängebrücken
(detaillierte Informationen zu den 100 längsten Hängebrücken der Welt)
| Brückenname                   | Mittelspannweite | Land                   | Fertigstellung |
| ----------------------------- | ---------------- | ---------------------- | -------------- |
| Çanakkale-1915-Brücke         | 2023 m           | Türkei                 | 2022           |
| Akashi-Kaikyō-Brücke          | 1991 m           | Japan                  | 1998           |
| Xihoumen-Brücke               | 1650 m           | China                  | 2008           |
| Storebælt-Brücke              | 1624 m           | Dänemark               | 1998           |
| Osman-Gazi-Brücke             | 1550 m           | Türkei                 | 2016           |
| Yi-Sun-sin-Brücke             | 1545 m           | Südkorea               | 2012           |
| Runyang-Brücke                | 1490 m           | China                  | 2005           |
| Vierte Nanjing-Jangtse-Brücke | 1418 m           | China                  | 2012           |
| Humber-Brücke                 | 1410 m           | Vereinigtes Königreich | 1981           |
| Yavuz-Sultan-Selim-Brücke     | 1408 m           | Türkei                 | 2016           |
| Jiangyin-Brücke               | 1385 m           | China                  | 1997           |
| Tsing-Ma-Brücke               | 1377 m           | Hongkong, China        | 1997           |
| Verrazzano-Narrows-Brücke     | 1298 m           | USA                    | 1964           |
| Golden Gate Bridge            | 1280 m           | USA                    | 1937           |
| Yangluo-Brücke                | 1280 m           | China                  | 2007           |

Die längsten Hängebrücken in Deutschland sind die Rheinbrücke Emmerich aus dem Jahre 1965 mit 500 Meter Hauptstützweite und die Rheinbrücke Köln-Rodenkirchen von 1941 mit 378 Meter.
| Brückenname                          | Stützweite (m) | Land                   | Fertig- stellung | Jahre | Bemerkungen                             |
| ------------------------------------ | -------------- | ---------------------- | ---------------- | ----- | --------------------------------------- |
| Union Bridge                         | 0137           | Vereinigtes Königreich | 1820             | 05    | älteste noch heute benutzte Hängebrücke |
| Menai Bridge                         | 0176           | Vereinigtes Königreich | 1826             | 07    |                                         |
| Zähringerbrücke                      | 0271           | Schweiz                | 1834             | 14    | 1924 durch Bogenbrücke ersetzt          |
| Wheeling Suspension Bridge           | 0308           | USA                    | 1849             | 01    |                                         |
| Lewiston–Queenston Suspension Bridge | 0316           | USA, Kanada            | 1851             | 13    | zerstört, späterer Neubau               |
| Wheeling Suspension Bridge           | 0308           | USA                    | 1864             | 01    |                                         |
| John A. Roebling Suspension Bridge   | 0322           | USA                    | 1866             | 02    |                                         |
| Falls View Suspension Bridge         | 0384           | USA, Kanada            | 1869             | 13    | 1899 ersetzt                            |
| Brooklyn Bridge                      | 0486           | USA                    | 1883             | 19    |                                         |
| Williamsburg Bridge                  | 0488           | USA                    | 1903             | 20    |                                         |
| Bear Mountain Bridge                 | 0497           | USA                    | 1924             | 01    | erste Hängebrücke mit Betonfahrbahn     |
| Benjamin Franklin Bridge             | 0533           | USA                    | 1926             | 02    |                                         |
| Ambassador Bridge                    | 0564           | USA, Kanada            | 1929             | 01    |                                         |
| George Washington Bridge             | 1067           | USA                    | 1931             | 05    |                                         |
| Golden Gate Bridge                   | 1280           | USA                    | 1937             | 26    |                                         |
| Verrazzano-Narrows Bridge            | 1298           | USA                    | 1964             | 16    |                                         |
| Humber-Brücke                        | 1410           | Vereinigtes Königreich | 1981             | 16    |                                         |
| Akashi-Kaikyō-Brücke                 | 1991           | Japan                  | 1998             | 24    |                                         |
| Çanakkale-1915-Brücke                | 2023           | Türkei                 | 2022             |       |                                         |